# 山口県道244号下関川棚線
山口県道244号下関川棚線（やまぐちけんどう244ごう しものせきかわたなせん）は、山口県下関市を通る一般県道である。

## 概要
下関市大字蒲生野（かもの）と下関市豊浦町大字川棚を結ぶ

### 路線データ
- 起点：下関市大字蒲生野（蒲生野交差点、山口県道247号安岡港長府線交点）
- 終点：下関市豊浦町大字川棚（山口県道40号豊浦清末線上、山口県道261号豊浦久野線交点）

## 歴史
- 1994年（平成6年）3月15日 - 山口県告示第210号により認定。

## 路線状況
本路線は県道昇格以前は農免道路と称されていた。現在でも地元では本路線を「農免」と呼ぶ人が多い。農免道路のうち下関市大字吉見上以北はかつては山口県道345号川棚吉見下線（1994年（平成6年）3月29日山口県告示第259号により廃止）だった。農免道路時代から国道191号の裏道として使われているが、幅員の狭い区間（中央線のない区間や歩道のない2車線区間）が多い。
鋤先山・竜王山・鬼ヶ城の山麓を通っているので響灘の眺めが良い。特に船越から南西方向、または竜王山登山口付近からの響灘・加茂島の眺めが良い。江戸時代の長府・馬関と北浦を結ぶ本線であった旧北浦往還のバイパス道である。電力、水道、ICTインフラが沿道に整備されている。

### 重複区間
- 山口県道40号豊浦清末線（下関市豊浦町大字川棚）

### 道路施設

#### 橋梁
- 宇柳橋（吉永川、下関市）

## 地理

### 通過する自治体
- 山口県
  - 下関市

### 交差する道路
| 交差する道路                                                | 交差する場所         | 交差する場所        |
| ----------------------------------------------------------- | -------------------- | ------------------- |
| 山口県道247号安岡港長府線                                   | 大字蒲生野（かもの） | 蒲生野交差点 / 起点 |
| 山口県道40号豊浦清末線 重複区間起点                         | 豊浦町大字川棚       |                     |
| 山口県道40号豊浦清末線 重複区間終点 山口県道261号豊浦久野線 | 豊浦町大字川棚       | 終点                |

### 沿線
- 観察院
- 深坂溜池 - ため池百選
- 深坂自然公園・森の家下関
- クレー射撃場
- 山口県済生会下関総合病院（2005年（平成17年）、下関市貴船町3丁目から新築移転）
- 響灘
- 鋤先山
- 竜王山
- 吉見温泉センター
- 鬼ヶ城（おにがじょう）
- 重要文化財（旧国宝）厚母大仏（安養寺）
- 川棚乗馬クラブ
- 川棚温泉 瓦そばの発祥の地